# A. M. Cassandre

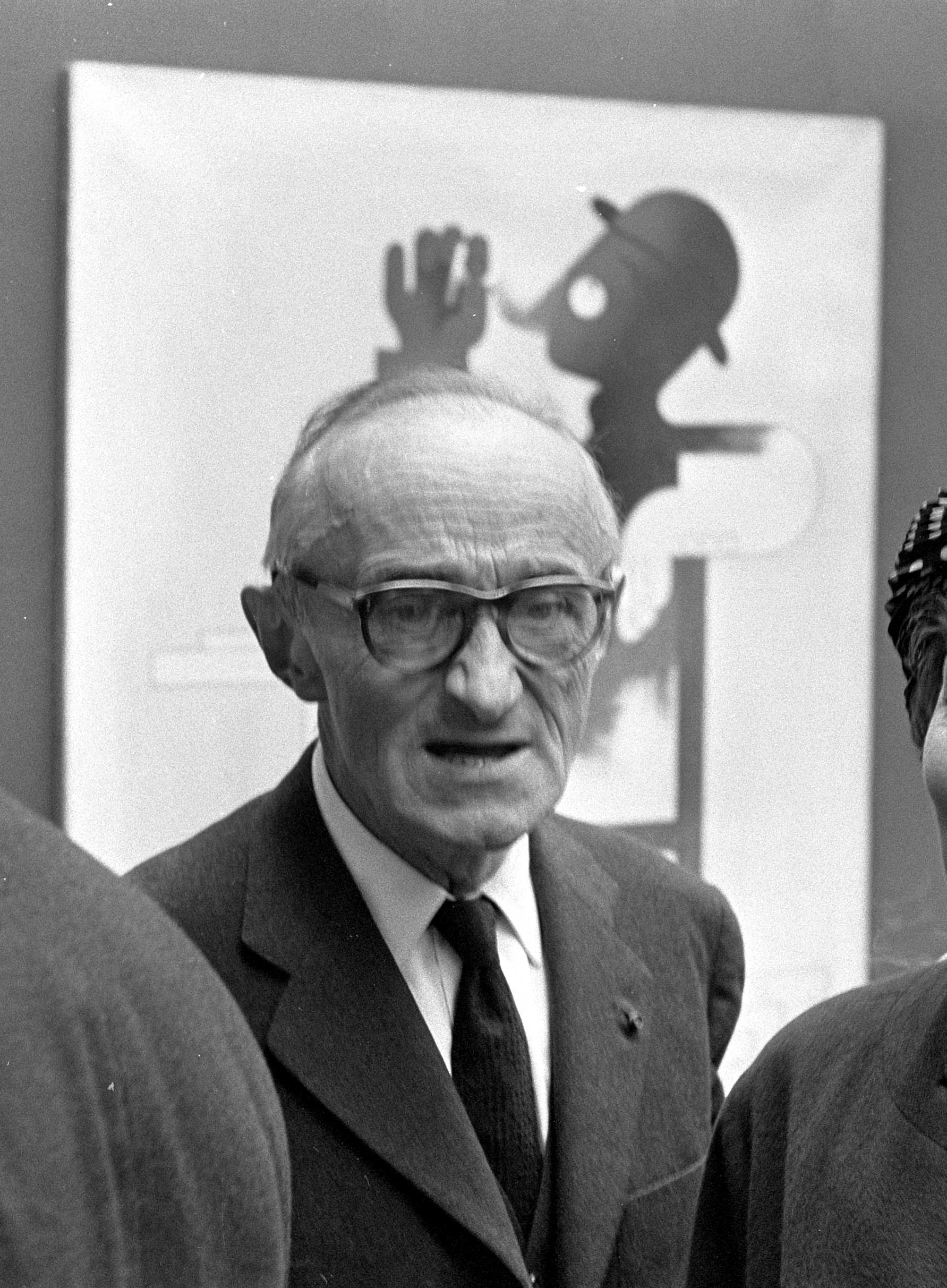
A. M. Cassandre, 1967

A. M. Cassandre (* 24. Januar 1901 in Charkow, Russisches Kaiserreich, heute Ukraine; † 17. Juni 1968 in Paris, Frankreich; eigentlich Adolphe Jean-Marie Mouron) war Grafikdesigner, Typograf, Maler, Bühnenbildner und Lehrer.

## Leben
Der „A.M. Cassandre“ genannte Adolphe Jean-Marie Mouron wurde am 24. Januar 1901 als Sohn französischer Eltern in Charkow (Ukraine) geboren. In Russland und Frankreich lebend, blieb er ab 1915 in Paris, wo er sein Abitur machte. Nach einem Kurzaufenthalt an der École nationale supérieure des beaux-arts de Paris nistete er sich im Atelier des Malers Lucien Simon ein und belegte später Kurse an der Académie Julian. Um sich seine finanzielle Unabhängigkeit zu sichern, begann er ab 1921 mit dem Entwurf eigener Plakate. Von jenen in einem karikaturistischen Stil gehaltenen Plakaten – möglicherweise beeinflusst von deutschen Plakaten und Karikaturen – sind heute nur wenige erhalten.
1922 hatte Cassandre sein eigenes Atelier am Montparnasse in der Rue du Moulin Vert (Paris). In dieser Zeit beschloss er, alle für Werbung bestimmte Arbeiten mit seinem Pseudonym „A. M. Cassandre“ zu signieren (bis 1928 signiert er ab und zu auch mit Mauron Cassandre). Er gestaltete berühmte Art-déco-Plakate für Eisenbahnen und Dampfschiffe, eine Hommage an architektonische Strukturen und die Maschine. Bekannt sind vor allem die im Auftrag der CIWL entstandenen Plakate für deren Luxuszüge wie den Nord-Express oder den Étoile du Nord.
1936 zog A. M. Cassandre nach Amerika. Von Alexey Brodovitch unter Vertrag genommen, gestaltete er mehrere Titelbilder für das Modemagazin Harper’s Bazaar. Außerdem arbeitete er für die Werbeagentur N. W. Ayer und gestaltete dort die Werbekampagne für die Container Corporation of America.
1939 kehrte Cassandre zurück nach Paris. Seitdem arbeitete er vornehmlich als Bühnenbildner für Theater und Ballett und wandte sich der freien Malerei zu. 1963 entwarf Cassandre das Logo für Yves Saint Laurent.
Im Jahr 1964 wurden Arbeiten von ihm auf der documenta III in Kassel in der Abteilung Graphik gezeigt. 1972 wurde A. M. Cassandre in die „Hall of Fame“ im Art Directors Club aufgenommen.

## Lehrtätigkeit
- École Nationale des Arts Décoratifs (1934-35)
- École D’Arts Graphiques (1935)

## Schriftentwürfe
- Bifur (1929)
- Acier (1930)
- Acier Noir (1936)
- Peignot (1937)
- Cassandre (1968)